# Quercus steenisii
Quercus steenisii — вид рослин з родини букових (Fagaceae), поширений у Індонезії.

## Опис
Дерево від 8 до 15 метрів заввишки; стовбур від 20 до 50 см у діаметрі. Гілочки спочатку з русявим запушенням, пізно стають голими, із сочевичками. Листки товсті, овально-еліптичні або овально-округлі, 3–8 × 2–5 см; верхівка округла; основа кругла, тупа або серцеподібна; край цілий або віддалено зубчастий; зверху трохи буруватих, простих волосків; низ темно-волосистий, незабаром ±оголений. Чоловічі сережки 5 см, запушені. Жіночі суцвіття 2–7-квіткові. Жолуді овальні або кулясті, 1–2 см у діаметрі; чашечка конічна з 7–8 червонувато-коричневими запушеними, зубчастими, розпростертими кільцями.
Період цвітіння: січень. Період плодоношення: лютий.

## Середовище проживання
Поширення: Індонезія (Суматра). Росте на висотах від 2000 до 3350 метрів в районах гірських лісів.

## Використання і загрози
Точне використання невідоме, але вид може бути вразливим до незаконних рубок та збору дров.
Передбачається, що вид вразливий до деградації середовища існування для вирубки лісів та перетворення земель.